# Липсик (Делавер)
Липсик (енгл. Leipsic) град је у Округу Кент у америчкој савезној држави Делавер. По попису становништва из 2010. у њему је живело 183 становника

## Демографија
| Група             | 2000.       | 2010.       |
| Белци             | 189 (93,1%) | 155 (84,7%) |
| Афроамериканци    | 0 (0,0%)    | 3 (1,6%)    |
| Азијати           | 2 (1,0%)    | 0 (0,0%)    |
| Хиспаноамериканци | 5 (2,5%)    | 16 (8,7%)   |
| Укупно            | 203         | 183         |